# Zakynthos (město)
Zakynthos (řecky Ζάκυνθος) je město a bývalá obec na ostrově Zakynthos v Jónském moři. Od reformy místní správy v roce 2011 je součástí obce Zakynthos, jejíž je obecní jednotkou. Je hlavním městem ostrova Zakynthos. Kromě oficiálního názvu Zakynthos se také nazývá Chora (tj. Město), běžné označení v Řecku, když název samotného ostrova je stejný jako název hlavního města.
Obecní jednotka Zakynthos leží v nejvýchodnější části ostrova a má rozlohu 45,79 čtverečních kilometrů a populaci 16 810 při sčítání lidu v roce 2011. Dělí se na obce Zakynthos (9 773 obyvatel), Ampelokipoi (1 930), Argasi (1 266), Vasilikos (799), Gaitani (1 899) a Bochali (1 143). Obecní jednotka také zahrnuje ostrovy Strofades, které leží asi 50 kilometrů jižně od ostrova Zakynthos.
6 km jižně od města se nachází Mezinárodní letiště Zakynthos Dionysios Solomos.

## Historie
Město Zakynthos je starobylým základem Achájů. Systematické a rozsáhlé vykopávky k zobrazení starověkého osídlení se dosud neuskutečnily. Jádro města bylo nepřetržitě osídleno od starověku.
Normané, kteří dobyli Zakynthos v roce 1185, založili viditelný západní vliv na městský design a architekturu. Pod dlouhotrvající vládou Benátské republiky (14. až konec 18. století) utvářeli panoráma města. Na základě náměstí svatého Marka v Benátkách vznikla Platia Agiou Markou (náměstí Agios Marko) na Zakynthosu, která má na své západní straně také katolický kostel. Benátský vliv se odrazil i v kulturním životě města: město se stalo centrem jónské hudební školy; Po tureckém obléhání Candie (nyní Heraklion) na Krétě přišlo od roku 1669 na Zakynthos mnoho krétských občanů. První hudební škola moderního Řecka byla také založena v Zakynthosu (město). Za zániku benátské a anglické nadvlády v 18. a 19. století vzkvétala i literatura. Představitelem této kultury je nejslavnější syn města, básník Dionysios Solomos. V roce 1864 skončila britská vláda: poté město, stejně jako Republika Jónské ostrovy, přešlo na Řecké království. Po druhé světové válce město získalo uznání za chování svého starosty Loukase Carrera a řeckého pravoslavného biskupa během německé okupace od září 1943 do října 1944: vydání téměř 300 lidí židovského vyznání bylo odmítnuto a lidé byli ukryti.
Vesnice byla několikrát zničena během opakovaných zemětřesení na Zakynthosu, z nichž některá byla silná, a pokaždé byla znovu postavena. Silné zemětřesení na Kefalonii a Zakynthosu 12. srpna 1953 téměř úplně zničilo město: kromě zemětřesení zničil následný velký požár budovy a umělecké poklady. Rekonstrukce částečně vycházela ze starých stavebních plánů, aby si město zachovalo svůj starý vzhled. Dnes je Zakynthos směsí adaptovaných nových budov a rekonstruované architektury.
Díky způsobu výstavby přizpůsobenému nebezpečí zemětřesení s hlubokými základy a železobetonovými sloupy způsobilo zemětřesení o síle Mw 6,4 dne 26. října 2018 jen malé škody (rozbité výlohy, na přístavní promenádě vznikla trhlina).

## Obyvatelstvo
Od reformy veřejné správy v roce 2011 patří do obce Zakynthos. Obecní jednotka se dělí na 6 komunit, které zahrnují 13 sídel a 2 ostrovy. V závorkách je uveden počet obyvatel komunit a sídel.
- Ambelokipi (1930) se sídly Ampelókipoi (1606), Kalpáki (324)
- Argasi (1266) se sídly Argasi (639), Kallitéros (627)
- Bochali (1143) se sídly Akrotíri (155), Bochali (876), Kydóni (112)
- komunita s jedním sídlem Gaitani (1899)
- Vasilikos (799) se sídly Xirokástellon (226), Vasilikos (285) a neobydlený ostrov Kalonísi
- komunita Zakynthos (9773) se sídlem Zakynthos (9772) a ostrov s kláštěrem Moní Strofádon (1)

## Fotogalerie

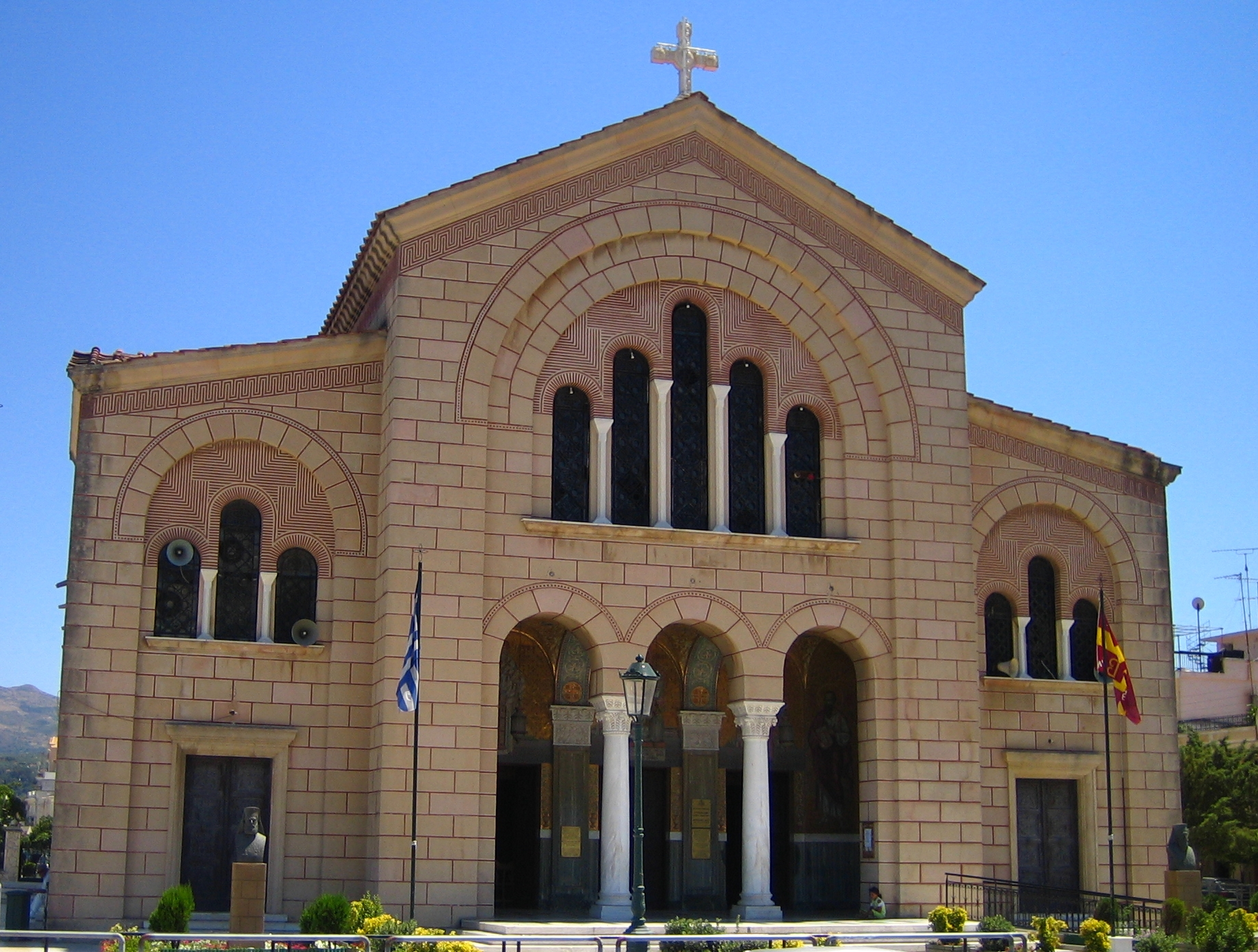
Kostel sv. Dionýsa (Agios Dionysios) z roku 1708
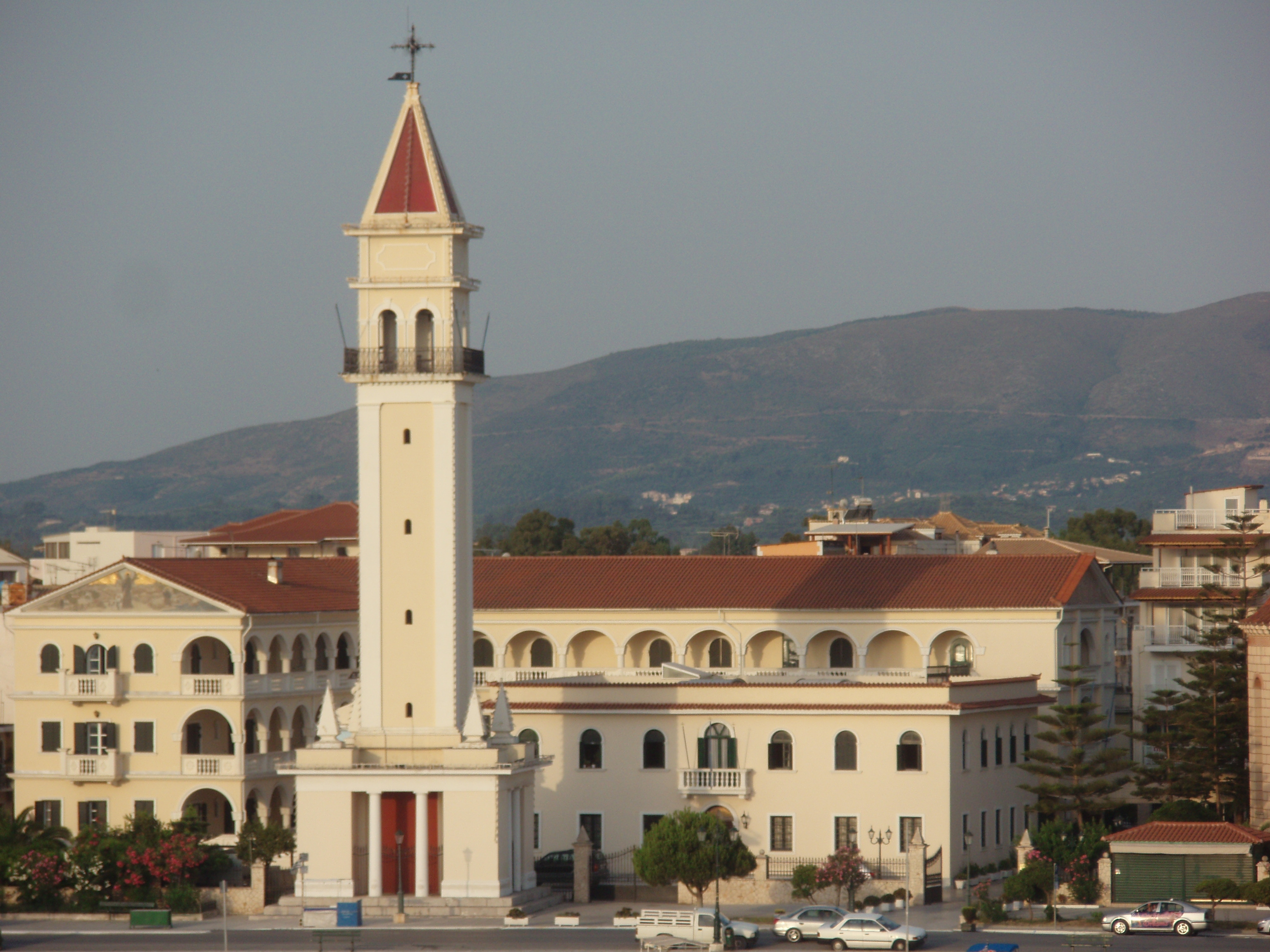
Zvonice
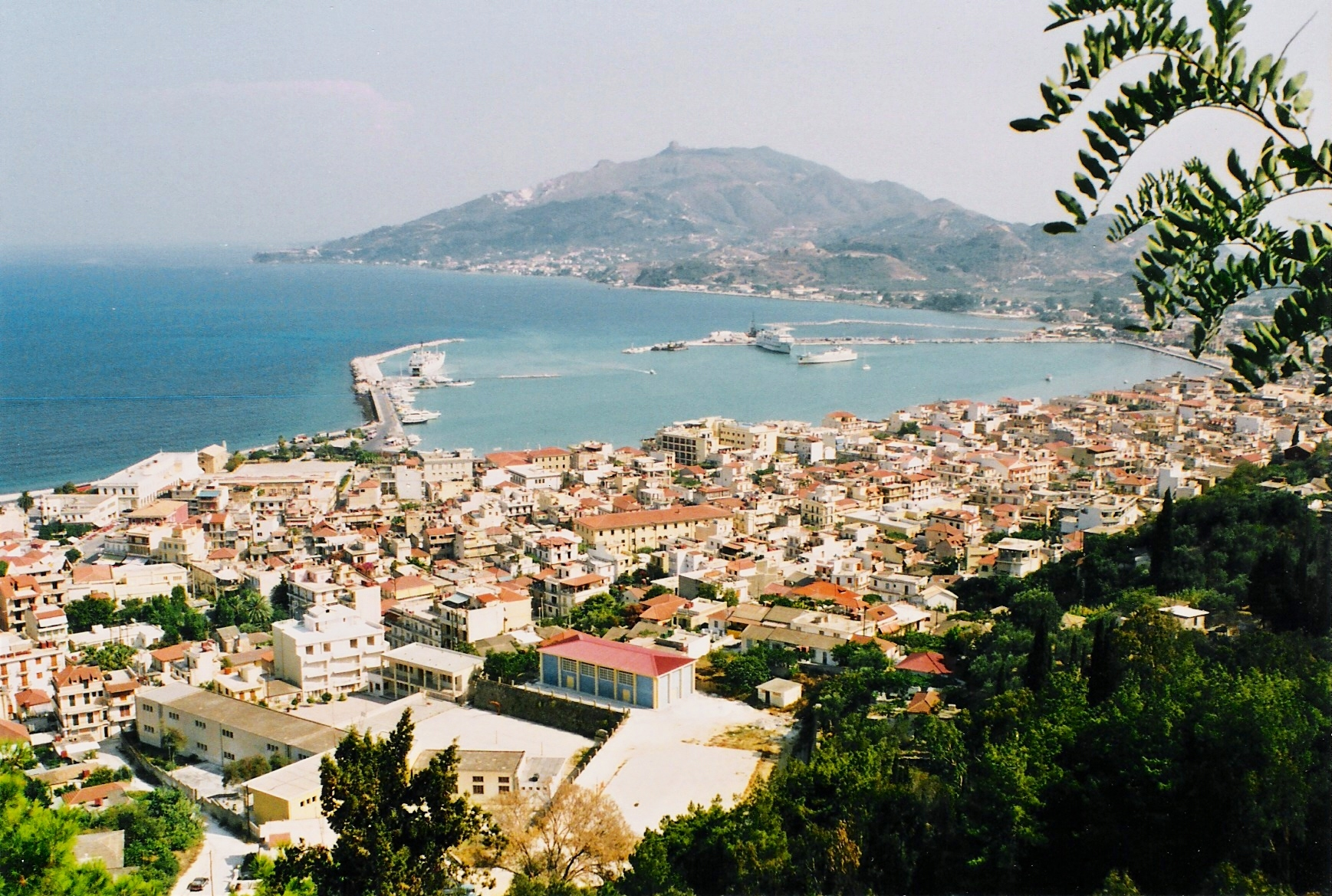
Přístav a město
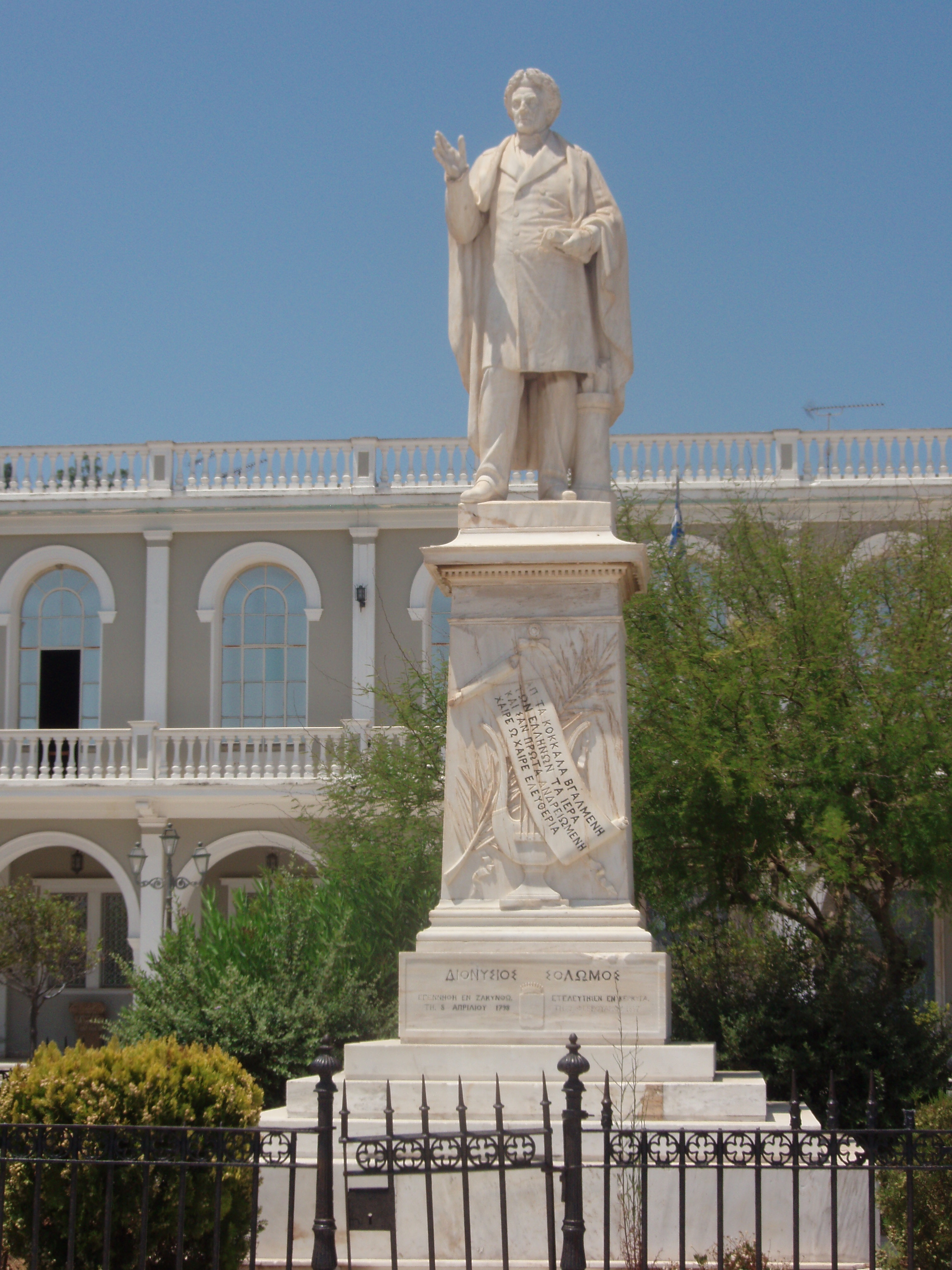
Pomník básníka a rodáka Dionysiose Solomose, tvůrce textu řecké hymny (1798–1857)